# Босна (баскетбольный клуб)
«Босна» — боснийский баскетбольный клуб из города Сараево, созданный в 1951 году.

## Титулы
Кубок Чемпионов (1 раз): 1978-1979
Чемпион Боснии и Герцоговины (Югославии) (7 раз): 1977-1978, 1979-1980, 1982-1983, 1998-1999, 2004-2005, 2005-2006, 2007-2008
Кубок Боснии и Герцеговины (Югославии) (5 раза): 1977-1978, 1983-1984, 2004-2005, 2008-2009, 2009-2010
Кубок Корача Финалист (1 раз): 1977-1978

## Известные игроки
- Мирза Делибашич
- Светислав Пешич
- Никша Тарле